# 寒国
寒国，是中国上古时期的诸侯国。传世文献多认为其国君为任姓，但金文记载它是姒姓国家。
寒国的始祖寒哀为黄帝驾车，被封在今天的山东省潍坊一带，寒亭区正是因此得名。中央王朝与寒国通婚，黄帝的儿子青阳娶寒哀的女儿，生下了少皋。伯明是夏朝时寒国诸侯，他赶走了自己的儿子寒浞，此后寒浞杀死后羿和夏王相，夺取了夏朝的王位，扩大了古寒国的版图。寒浞死后，相的遗腹子少康起兵，消灭了寒浞的两个儿子，从此寒国灭亡。